# يوجين فيشر
يوجين فيشر (بالألمانية: Eugen Fischer) (5 يوليو 1874 - 9 يوليو 1967) هو بروفيسور ألماني متخصص في الطب وعلم الإنسان وعلم تحسين النسل ومدير لمعهد القيصر ويلهلم لعلوم الإنسان والوراثة وعلم تحسين النسل من العام 1927 حتى 1942.

## النبذة الشخصية
ولد يوجين فيشر في مدينة كارلسروه عام 1874 ودرس فيشر علم الطب في مدينة فولكلوريستيكس, ودرس أيضا علم تاريخ من عام 1893 إلى 1898 في عاصمة برلين.

## روابط خارجية
- يوجين فيشر على موقع مونزينجر (الألمانية)